# Château de Marchegg
Le château de Marchegg est un château baroque à Marchegg, en Basse-Autriche.

## Histoire
Le château d'origine est construit comme un château urbain à l'angle nord-ouest des remparts de la ville après la bataille de Kressenbrunn, au cours de laquelle Ottokar II de Bohême vainc le roi Béla IV de Hongrie, et est destiné à protéger la frontière avec la Hongrie. Le château est mentionné pour la première fois dans un document en 1346.
Le château et la ville sont conquis pour la première fois dans les années 1426 et 1427 lors des croisades contre les hussites.
En 1502, Nicolas de Salm reçoit le château en gage. Pendant le premier siège turc en 1529, Marchegg est incendié, le château n'est pas capturé, mais est gravement endommagé. En raison de l'aide que les Salm apportent à la défense de Vienne, les héritiers en gage sont également confirmés. Nicolas de Salm meurt dans le Salmhof voisin en 1530. Ce n'est qu'en 1568 que le château est à nouveau rendu habitable par le fils de Salm. Au début du XVIIe siècle, cependant, le château est à nouveau dévasté par les rebelles hongrois.
En 1621, le président de la chambre de justice hongroise, le comte Paul Pállfy von Erdöd, reçoit le château de Ferdinand II, d'abord en gage et deux ans plus tard comme sa propre propriété. Les Pálffy acquièrent de grands domaines dans la ville voisine de Malatzka. Le château de Marchegg est démoli à l'exception d'une tour et reconstruit en Wasserburg carré avec des douves selon les plans de l'ingénieur impérial Lambert Lambion. Cependant, les bastions et les demi-lunes prévus ne sont pas construits.
Pour le compte du palatin hongrois Nikolaus Pálffy, le maître d'œuvre Christian Alexander Oedtl réalise une rénovation baroque du palais vers 1715. Au cours de celle-ci, les douves sont comblées. Le bastion d'angle est supprimé. Le front sud prend son aspect actuel.
Pendant les deux siècles suivants, le château est principalement un pavillon de chasse et une résidence d'été. Les invités de chasse fréquents sont notamment les empereurs Joseph II, Marie-Thérèse et François.
Après la Première Guerre mondiale, Nikolaus Pálffy s'installe à Marchegg après avoir perdu ses biens à Malacky.
Après la Seconde Guerre mondiale, le château est gravement dévasté par les Russes et le mobilier pillé. En 1947, avec la mort de Ladislas Pálffy, la lignée de Marchegg de la famille Pálffy s'éteint.
En 1957, la ville de Marchegg, avec l'aide du Land de Basse-Autriche, acquiert le château après sa démolition. Le musée de la chasse de Basse-Autriche est par le Land en 1959 dans deux salles rénovées. Cependant, lorsque les fonds du musée de Basse-Autriche sont concentrés en 2000, l'exposition de Marchegg est fermée. Une exposition de la ville de Marchegg a lieu depuis 2010. Depuis le barrage de protection contre les inondations adjacent, on a une vue panoramique impressionnante sur les colonies de cigognes blanches qui nichent sur les cheminées du château ainsi que sur les arbres du parc du château ou dans les prairies de la réserve naturelle de Marchegg.
Le 5 juin 2018, on annonce que l'exposition provinciale de Basse-Autriche aurait lieu à Marchegg en 2022. Selon le rythme biennal des expositions du Land, il aurait dû en réalité avoir lieu en 2021, mais la décision est prise dès le départ pour 2022, car les travaux de rénovation nécessitent beaucoup de travaux et parce que le château fêtera alors ses 750 ans.

## Source de traduction
1. 1 2 3 4  (de) Axel Halbhuber, « Schloss Marchegg: Viel Charme und noch mehr Störche », sur Kurier, 2015 (consulté le 13 octobre 2021)
2. ↑  Hélène Lassalle, Agnes Mongan, Maurice Sérullaz, Ernst Goldschmidt, Ingres et Delacroix, dessins et aquarellestitre=, Michèle Trinckvel, 1986, 303 p. (lire en ligne), p. 50
3. ↑  (de) « Startschuss für Landesausstellung 2022 », sur Österreichischer Rundfunk, 2020 (consulté le 13 octobre 2021)

- (de) Cet article est partiellement ou en totalité issu de l’article de Wikipédia en allemand intitulé « Schloss Marchegg » (voir la liste des auteurs).